# Emilio o dell'educazione
(Jean-Jacques Rousseau, Emilio o dell'educazione, edizione 1782, libro V, p. 311)
Emilio o dell'educazione (titolo originale Émile ou De l'éducation) è un noto e diffuso romanzo pedagogico scritto dal filosofo Jean-Jacques Rousseau e pubblicato nel 1762.

## L'intenzione dell'opera
Rousseau propone ai lettori una originale fusione di narrazione e riflessione filosofica e pedagogica fondata sul principio che “l'uomo è naturalmente buono” ed è la società che lo corrompe. Nella sua opera precedente, Il contratto sociale, egli sostiene che bisognerebbe rinnovare la società anche da un punto di vista politico ma con L'Emilio intende sottolineare che nulla si può fare se non si parte dall'educazione che serve a creare uomini nuovi in una società nuova; è questa la riflessione che lo induce a scrivere il romanzo. L'opera è divisa in cinque parti corrispondenti alle cinque fasi fondamentali che ripercorrono l'educazione del giovane Emilio, allievo immaginario, seguito da un precettore che è interpretato dallo stesso Rousseau. La peculiarità dell'Emilio e causa del suo grande successo sta nel fatto che si presenta come un trattato pedagogico anche se, quando viene scritto, la pedagogia non esiste ancora come branca autonoma del sapere; inoltre è caratterizzato da idee e consigli concreti tanto da sembrare un manuale pedagogico, il quale tratta temi tutt'oggi moderni.

## Trama
Rousseau assume la vita del giovane Emilio come un modello pedagogico. L'educazione del ragazzo si svolgerà a contatto con la natura, lontano dagli influssi della vita sociale. Emilio dovrà essere quindi formato da un precettore sia come uomo che come cittadino per riuscire ad affrontare i pericoli inflitti dalla civilizzazione. L'educazione di Emilio durerà venticinque anni durante i quali il precettore gli presenterà una serie di esperienze con lo scopo di fargli raggiungere la maturità; il maestro avrà il compito di tenere lontano dal bambino qualsiasi forma di corruzione, applicando però un'educazione negativa e quindi lasciando che l'allievo compia da solo le sue esperienze e apprenda solo quando ne avverte il bisogno. Il precettore dovrà adeguare il sapere alle diverse età del ragazzo e cercherà di far raggiungere ad Emilio la capacità di avvertire in modo naturale i propri limiti.  In particolare all'inizio dell'adolescenza Emilio dovrà imparare un lavoro manuale e gli verranno impartite un'educazione culturale, religiosa e morale. Il precettore potrà lasciarlo libero solo nel momento in cui sarà convinto che Emilio sarà un buon precettore
ed un modello per i suoi cittadini.

### Il ruolo del narratore
Il vero protagonista dell'opera è lo stesso Rousseau che allo stesso tempo è narratore-pedagogista e personaggio reale poiché incarna il ruolo del maestro. L'autore, quando narra, privilegia la forma del dialogo grazie alla quale si rivolge ai lettori proponendo teorie e idee a sfondo pedagogico.  Tutto ciò si traduce in azioni concrete quando Rousseau, in veste di maestro, costruisce scenari e fornisce occasioni di scoperta e invenzione al suo allievo immaginario, il quale dovrà risolvere ogni problema con l'aiuto delle proprie sole conoscenze.  Rousseau, in entrambi i ruoli, rende chiaro l'obiettivo dell'opera:  se si vuole cambiare l'uomo per cambiare la società, bisogna cominciare col cambiare l'educazione.

## Struttura

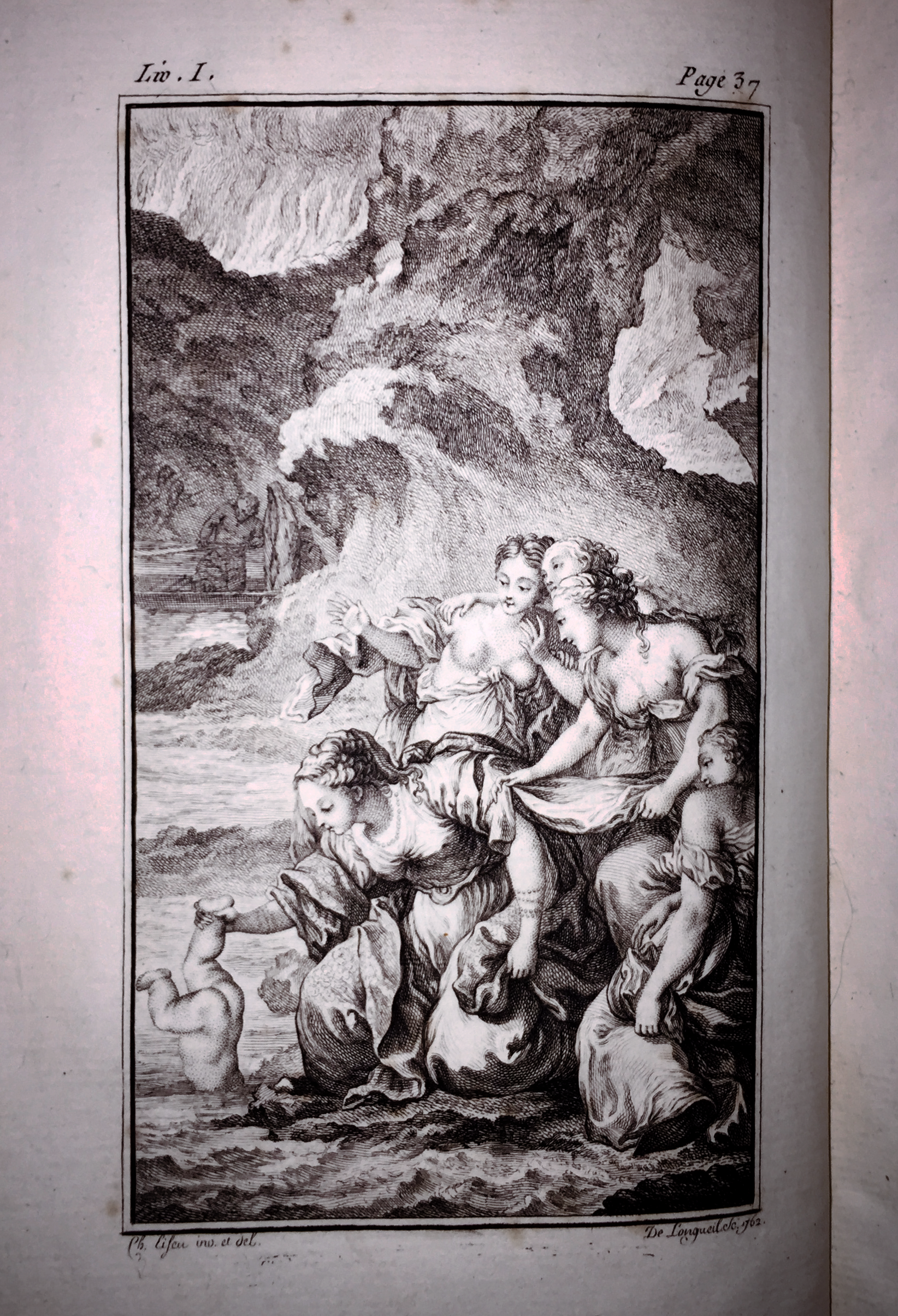
Illustrazione di Charles Eisen del primo libro della prima edizione

### Libro Primo
Si apre illustrando il “gran principio della bontà originaria dell'uomo” e della sua successiva degenerazione nei rapporti sociali.
Rousseau sostiene che il grande apporto alla crescita del bambino sia da ricondurre all'educazione. Tutto ciò che abbiamo quando nasciamo ci viene fornito dall'educazione, impartita da "tre maestri": la natura, gli uomini e le cose. La natura provvede allo sviluppo interno delle nostre facoltà e dei nostri organi; gli uomini all'uso che ne facciamo; le cose all'acquisizione dell'esperienza e degli oggetti. Tra queste l'unico controllo esercitabile si realizza nell'educazione degli uomini, in quanto quella della natura non può essere influenzata dall'agire umano e quella delle cose solamente in parte.
Per poter prendere pienamente parte della società in cui vive, il giovane dovrà assecondare in modo armonico i suoi tre maestri, ponendo maggiori attenzioni sulle due educazioni su cui ha più controllo.
Rousseau poi, elenca una serie di errori pratici dell'educazione tradizionale, come l'uso delle fasce che limitano la libertà di movimento, le cure e le precauzioni eccessive, le lusinghe e le minacce. Viene inoltre criticato il ricorso a balie le quali badano più ai propri interessi che alla giusta formazione del carattere del bambino, infatti, il primo allevamento e il nutrimento del bambino dovrebbe essere responsabilità esclusiva della madre, vista da Rousseau come colei che porta armonia e felicità durante lo sviluppo del neonato.
La successiva crescita del bambino dovrebbe essere affidato ad un supervisore, il precettore, che Rousseau indica nella figura del padre.
L'educazione naturale va condotta in mezzo alla natura, dove l'ambiente rinvigorisce il corpo e l'anima, e la società non può esercitare la sua azione corruttrice.
Nel romanzo il filosofo suggerisce che l'educatore provveda affinché Emilio non contragga abitudini e vizi che lo rendano schiavo. Saranno propedeutiche lunghe camminate e spostamenti, con lo scopo di acquisire il senso dello spazio e della distanza.
Inoltre, nel primo libro, Rousseau dà ampio spazio al tema dell'apprendimento del linguaggio. Prima di saper parlare il bambino comunica attraverso il linguaggio del corpo, dei gesti, con la mimica del volto e il pianto; solo gradualmente, seguendo le tappe dello sviluppo, il bambino imparerà ad usare le parole. Compito dell'educatore sarà quello di non forzare tale apprendimento: usare poche parole che corrispondano ad oggetti da poter mostrare; sono da evitare correzioni puntigliose ed eccessive perché il bambino si correggerà da solo nel sentir parlare correttamente l'educatore; i bambini di campagna non sanno calcare bene la parola col giusto tono senza strascicare la r perché nessuno si sforza di ascoltarli con pazienza; è bene che inizino a parlare quando sono pronti in modo che il bambino prima comprenda il significato e solo dopo usi la nuova parola corrispondente; quando invece si ha fretta di vederli parlare accade l'inverso.

### Libro Secondo
Chiamato anche “dell'educazione dei sensi”, affronta quella che viene considerata da Rousseau la seconda età evolutiva, che va dai 6 ai 11 anni. 

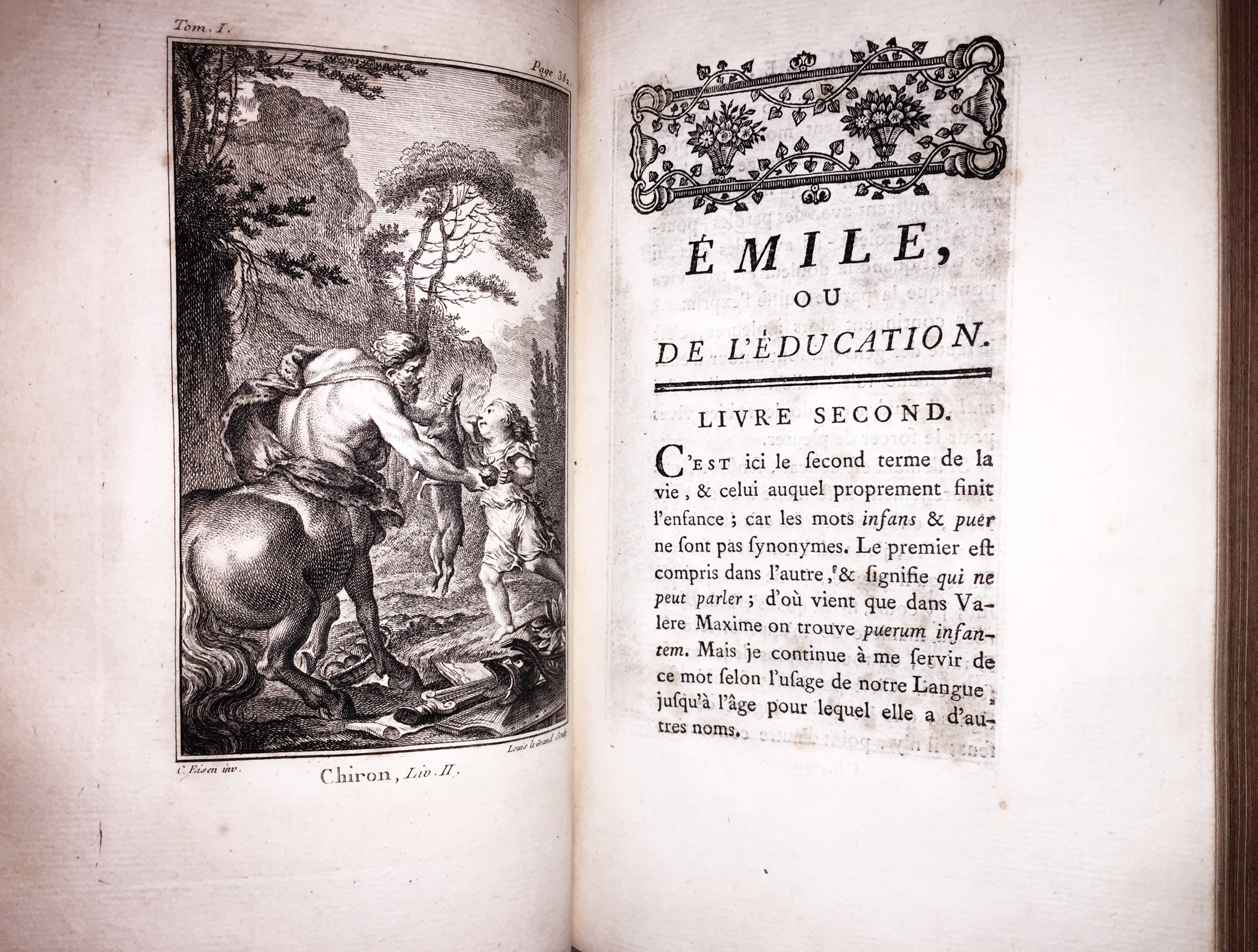
Secondo libro

In questa fase, Emilio imparerà a muoversi e a parlare, a conquistare coscienza di sé e autonomia, a ricordare e ad essere felice.
Con lo scopo di non limitare la sua autonomia Emilio verrà lasciato libero di muoversi e di agire, le cadute e i piccoli sbagli gli permetteranno di conoscere e dominare il dolore, la vita all'aria aperta e il libero esercizio del corpo attraverso il gioco e i piccoli lavori manuali lo renderanno più sano e vigoroso.
L'unico modo possibile per favorire la felicità di un individuo consiste nell'educarlo a valutare i suoi desideri a seconda delle sue possibilità. Il precettore non dovrà intervenire direttamente, ma dovrà fare in modo che Emilio percepisca i propri limiti autonomamente; il metodo del precettore è dunque definito inattivo, la sua educazione negativa consiste nel rimuovere le cattive influenze, non nel fornire nuovi precetti.
Inoltre, le situazioni in cui il giovane allievo di Rousseau dovrà apprendere saranno situazioni concrete, predisposte dall'educatore che agirà nell'ombra, dando al fanciullo l'impressione che le sue esperienze siano casuali.

### Libro Terzo
Nel libro terzo Rousseau descrive “l'educazione dell'intelletto”, la terza età educativa, quella che va dai 12 ai 15 anni, l'età dell'istruzione e dell'utilità.
Grazie alla curiosità che contraddistingue questa fase dello sviluppo, Emilio è spinto ad esplorare il mondo. Oltre al suo corpo, ora, inizia a svilupparsi anche il suo spirito ed è per questo motivo che il precettore deve dare importanza alle esperienze dirette incentrate sull'esplorazione dell'ambiente.
Il maestro allenerà Emilio a cercare in sé stesso i mezzi di indagine e a non ricorrere ad altri, egli dovrà trovare da solo le soluzioni ai problemi.
Tutto ciò che il fanciullo apprenderà dovrà essere collegato ad uno scopo concreto, per questo motivo la lettura non verrà particolarmente incoraggiata. Solamente un libro viene consigliato: La vita e le straordinarie, sorprendenti avventure di Robinson Crusoe di Daniel Defoe, il romanzo narra di uomo che da solo, con le proprie forze, riesce a sfuggire a situazioni complicate e superare le avversità delle vita, premiando quell'autonomia e capacità di risoluzione che in Emilio si vogliono promuovere, sviluppare.
Il giovane Emilio in questa fase, verrà iniziato al lavoro; più precisamente, l'attività che più avvicina l'uomo al suo stato di natura, ed è quindi da considerarsi migliore, è, secondo Rousseau, quella della falegnameria. L'artigiano lavora con le proprie mani, è indipendente dalla fortuna e dagli uomini, dipende solo dal suo lavoro ed è per questo da considerarsi libero. Per Rousseau, fondamentale è la comprensione del valore umano ed educativo del lavoro: lavorare è un dovere indispensabile per l'uomo sociale, ricco o povero che sia. Un'ora di lavoro permette di insegnare ed apprendere molto di più di quanto potrebbe fare un'intera giornata di spiegazioni teoriche.

### Libro Quarto
Viene affrontata l'educazione dai 15 ai 20 anni. Per Emilio è giunto il momento di conoscere e comprendere la società, di compiere una sorta di seconda nascita, in cui verrà educato alla morale religiosa, ai sentimenti e alla coesistenza tra le persone.
Il precettore sarà molto attento a non favorire in Emilio l'insorgere precoce e incontrollato delle passioni, aiutandolo ad evitare le occasioni che potrebbero tentarlo. Questo comporterà la necessità di un'educazione sessuale che permetta al giovane di conoscere la natura del corpo umano, parlandogli con semplicità e chiarezza, così che in lui non nasca il sospetto che gli si voglia nascondere qualcosa facendo insorgere la voglia di sperimentare.
Rousseau espone successivamente il tema della religione, egli sostiene che le diverse religioni non sono altro che variazioni del Credo fondamentale; Emilio, quindi, non verrà educato ad una religione specifica, ma sarà messo nelle condizioni di poter scegliere con l'uso della ragione la propria.

### Libro Quinto
Il quinto libro tratta di Sofia, futura moglie di Emilio, e più in generale dell'educazione femminile. Rousseau si serve infatti della figura di Sofia per descrivere ciò che la donna ideale deve possedere in termini di doti umane e come debba essere educata. In questa parte viene sottolineata la differenza tra l'educazione femminile e quella maschile: la donna viene vista come una figura debole e passiva il cui scopo è sposarsi e procreare e che dipende quindi dal suo compagno; l'uomo invece è forte e ogni suo bisogno deve essere soddisfatto dalla donna, tuttavia dipende da essa per saziare i propri desideri. Rousseau però riconosce che vi sono qualità di alta dignità attribuibili alla donna e in particolare a Sofia quali la cura, l'intelligenza, la gaiezza, lo spirito religioso, il pudore, la scaltrezza e l'amore della casa e della famiglia. Anche l'educazione di Sofia è di tipo naturale. Emilio e Sofia dovranno compiere alcuni viaggi per mettere alla prova il loro amore imparando il valore della fedeltà. In questo periodo Emilio svilupperà la sua formazione politica di stampo democratico diventando così indipendente e libero. Dopodiché i due potranno sposarsi e dar vita a una nuova famiglia; qui finirà il compito del precettore nei confronti di Emilio, il quale diventerà egli stesso l'educatore del proprio figlio e un modello per i cittadini.

## Edizione
- Jean-Jacques Rousseau, Emilio, o, Dell'educazione, traduzione e premessa di Paolo Massimi, Introduzione di F. e P. Richard, Armando Editore, 1989

## Analisi del libro
Rousseau, che già nella Nouvelle Heloise aveva rappresentato la famiglia e nel Contratto sociale la società civile, si pone ora il problema della definizione dell'elemento fondamentale delle due istituzioni: lo sviluppo nel fanciullo da essere naturale a individuo sociale.
L'uomo naturale a cui pensa Rousseau non è quello che Voltaire beffeggiava, né il "buon selvaggio" di cui riferivano i resoconti dei viaggiatori illuministi, ma un mito reso irrealizzabile dallo stesso progresso umano:  «Come sarebbe dolce vivere tra noi, se l'atteggiamento esteriore fosse sempre l'immagine delle disposizioni del cuore. [...] Prima che l'arte avesse modellato le nostre maniere e insegnato alle nostre passioni un linguaggio controllato, i nostri costumi erano rozzi, ma naturali».
L'uomo naturale è prima della civiltà, è la manifestazione della originaria natura dell'uomo, «è l'uomo universale nei suoi tratti più generali e più durevoli», è il simbolo di una pedagogia ideale.
L'equilibrio razionale si fonda sul difficile accordo tra l'egoismo, a tutela dell'autoconservazione, e la solidarietà verso il prossimo: ma, mentre negli animali gli istinti non si modificano, l'uomo è libero di osservarli o meno. «L'uomo è libero, cioè dai limiti imposti dalla natura, riconosciuti e accettati da lui; si muove e si sviluppa senza costrizione, realizzando per se stesso e per gli altri la felicità».
La libertà del fanciullo in tutti i suoi aspetti deve essere la prima regola di ogni educatore che deve intervenire nell'operare il meno possibile neppure per i castighi dei fanciulli ribelli: sarà la natura stessa a punire il fanciullo che la viola.
In primo luogo prima di quella sociale si dovrà curare la sua formazione individuale e quindi lo si terrà libero dalle soffocanti influenze della famiglia, dalla società fondata sull'ingiustizia della diseguaglianza, dai libri che insegnano una "scienza morta", dalla religione colma di misteri irrazionali, dalle cattive abitudini.
La "seconda regola" prevede di trattare il fanciullo da fanciullo; poiché non si può liberare l'uomo in via di formazione se non rispettandolo nella progressione delle sue fasi di sviluppo. «Lasciar maturare la fanciullezza nel fanciullo».
L'educatore dovrà cioè adeguare la sua pedagogia ai vari gradi del percorso culturale raggiunti dal fanciullo; ad esempio: sarà inutile intervenire per lo sviluppo della ragione prima che essa si completi dopo i tredici anni e solo in ultimo l'insegnamento riguarderà la morale.
Questo infatti afferma la "terza regola": rispettare l'onestà naturale del fanciullo mantenendolo ignorante e solo in seguito intervenire con l'esempio e l'esperienza personale del bene. Tenendo sempre presente che «La formazione del cuore deve comunque precedere quella dell'intelletto».
I programmi di studio prevederanno una parte teorica con l'insegnamento di cosmografia, fisica e meteorologia e una pratica, riguardante l'industria e il commercio e, infine, le conoscenze concernenti l'uomo: storia, politica, religione. Per tutte le altre nozioni Emilio, possedendo un valido metodo di studio, potrà fare da solo perché ha imparato a imparare.

## Ripercussioni dell'opera nella società dell'epoca

### La critica
La pubblicazione dell'Emilio nel 1762, «dopo vent'anni di meditazione e tre di lavoro» ebbe una vasta eco nell'ambiente letterario francese ma fu anche «occasione di crescente scandalo» presso le istituzioni pubbliche e la Chiesa al punto che, come scrisse l'editore Duchesne a Rousseau, «la polizia ha interrotto la nostra attività e ... non possiamo più vendere nulla» e per di più la prima sezione del Parlamento ordinava l'arresto dell'autore, che fu costretto a lasciare la Francia, e il bruciamento del libro.
Alle critiche dei nobili, degli accademici, dei magistrati, degli intellettuali, persino del suo vecchio amico Diderot e della Chiesa, Rousseau reagì difendendo apertamente la sua opera e la sua dottrina pedagogica in particolare con una lettera al cardinale Christophe de Beaumont dove rivendicava la libertà di discussione e di coscienza.

### Il successo
Allo stesso tempo assieme alle critiche l'opera riceveva apprezzamenti da un pubblico di sconosciuti e in particolare dalle lettrici disposte a seguire le nuove regole dell'educazione moderna. Durante i suoi anni di peregrinazione, Rousseau dispensò consigli di pedagogia ad abati, a dame del gran mondo, a grandi signori. Nei venticinque anni seguenti la pubblicazione dell'Emilio, furono pubblicati in lingua francese il doppio di opere sull'educazione rispetto ai primi sessant'anni del secolo.
È durante la Rivoluzione francese che la fama di Rousseau raggiungerà il culmine. Marie-Joseph Chénier, nella seduta della Convenzione del 5 novembre 1793, proclamava Rousseau «quello tra i filosofi che meglio ha conosciuto la vera teoria dell'educazione». L'ideologia rivoluzionaria apprezzava infatti l'opera che insegnava al fanciullo ad essere secondo natura libero ed uguale e a rigenerarsi come cittadino nemico della corruzione dell'antico regime.